# 알렉산드리아의 테오필로스 1세

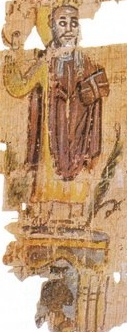

테오필로스(그리스어: Θεόφιλος; ? - 412)는 23대 알렉산드리아의 교황이자 성 마르코좌의 총대주교였다. 그는 알렉산드리아의 이교도들과 새롭게 우위를 차지한 기독교인들 사이의 갈등기에 교황이 되었고, 이들은 각각 알렉산드리아 민중들의 일부에 의해 지지를 받았다. 그는 콥트 정교회에서 성인으로 여겨진다.
403년 테오필로스는 그의 조카 키릴로스과 함께 콘스탄디누폴리스로 가서 404년 대주교 요안니스 흐리소스토모스를 면직한 "참나무 시노드"를 주재했다.